# Praktlappsparv
Praktlappsparv (Calcarius ornatus) är en nordamerikansk fågel i tättingfamiljen. Den häckar i kortvuxna präriemarker i centrala Nordamerika. Arten minskar kraftigt i antal och anses vara utrotningshotad.

## Utseende
Praktlappsparven är en kompakt fågel med stort huvud och rätt kort stjärt, med kroppslängden 13–16,5 cm minst av lappsparvarna. Hane i häckningsdräkt har svart på bröst och buk, gräddvitt på ansikte och strupe och en kastanjebrun nacke. Honan och hane utanför häckningstid är mer dämpad i färgerna, på bröstet ljusgrå med otydlig streckning och mörkare fläckar vid kindens bakre del. I alla dräkter är näbben liten och grå och stjärtteckningen tydlig, mestadels vit med en svart trekant i mitten.

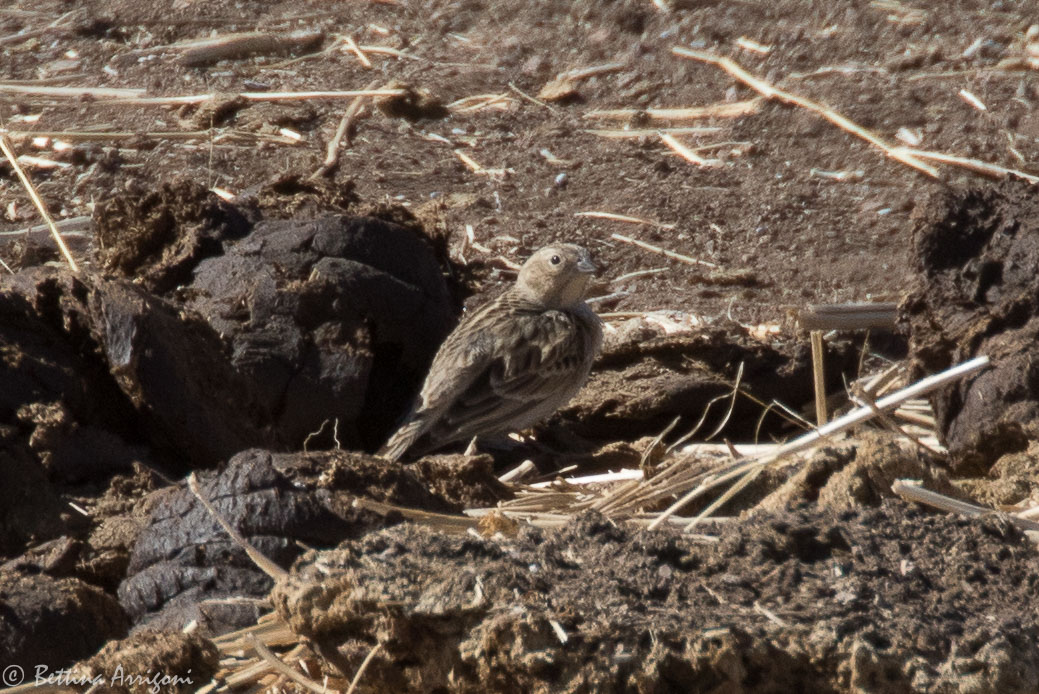
Hona.

## Läte
Sången som ofta framförs i sångflykt är en behaglig fallande melodisk ramsa, "seet sidee tidee zeek zeerdi", påminnande om västlig ängstrupial. Bland lätena hörs ett hest "kiddle" eller "kidedel" och ett kort skallrande ljud.

## Utbredning och systematik
Praktlappsparven häckar på prärier i centrala Nordamerika, närmare bestämt i ett område från södra Alberta, södra Saskatchewan och sydcentrala Manitoba i Kanada söderut i USA till nordöstra Colorado, västra Nebraska, mestadels norra South Dakota och västra Minnesota. Utbredningsområdet vintertid sträcker sig från Arizona till Kansas, Oklahoma och Texas i USA söderut till nordcentrala Mexiko (från Sonora och västra Coahuila söderut till Zacatecas och Aguascalientes). Den behandlas som monotypisk, det vill säga att den inte delas in i några underarter.

## Levnadssätt
Praktlappsparven häckar i prärier med kortvuxet gräs och sparsam vegetation, jämfört med präriesporrsparven något fuktigare och mer bevuxen mark. Ursprungligen förekom den i marker betade av bisonoxar eller påverkade av naturliga gräsbränder. Idag hittas den i betade marker men även i andra områden där gräs hålls kort som på flygplatser. Vintertid ses den i ökenartade gräsmarker.
Arten går eller springer på marken på jakt efter insekter, framför allt gräshoppor, men tar också frön. Hanen sjunger från exponerade platser som taggtrådar under vår och sommar. Vintertid formar den flockar med upp till hundra individer, dock sällan tillsammans med andra lappsparvsarter.

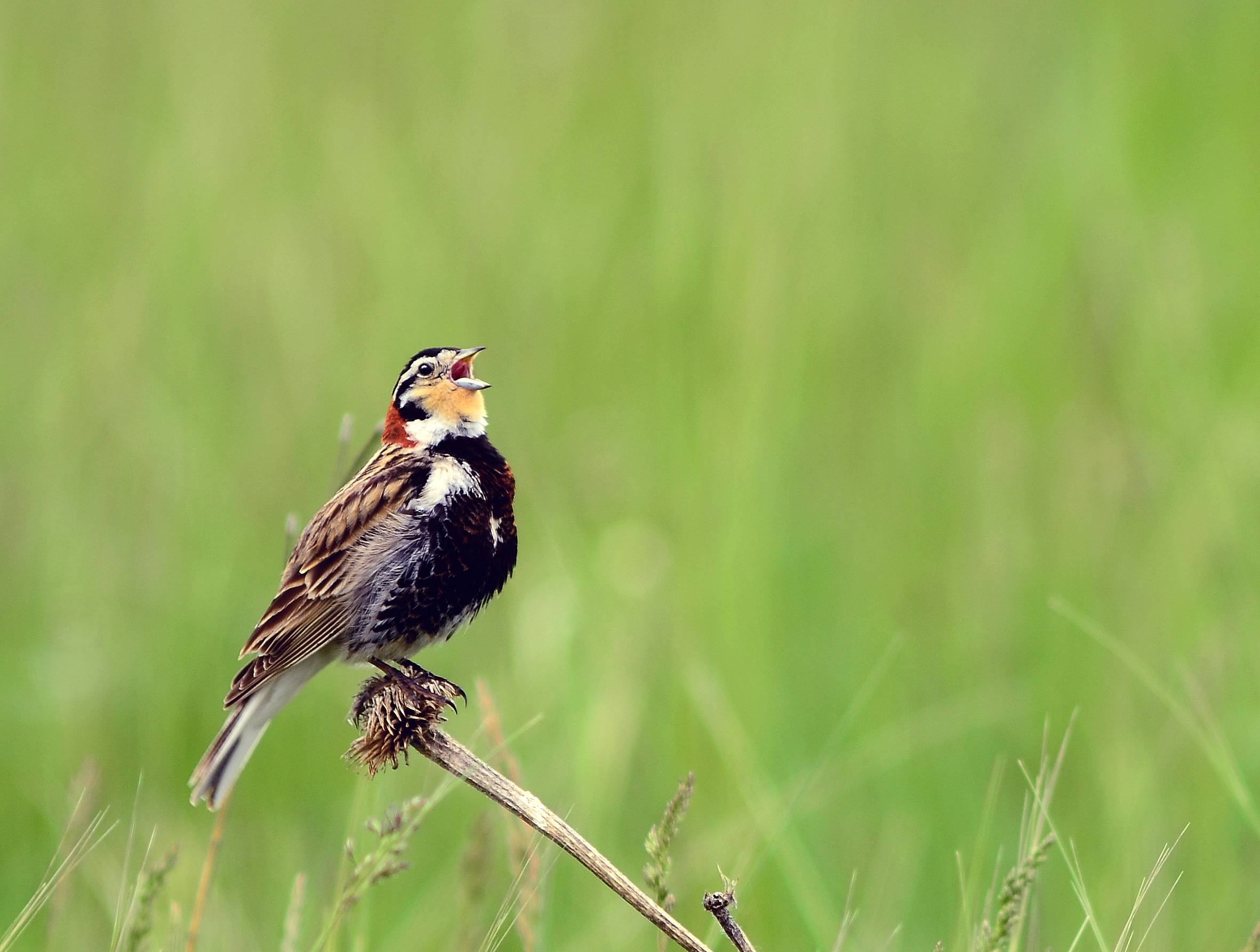
Sjungande hane praktlappsparv.

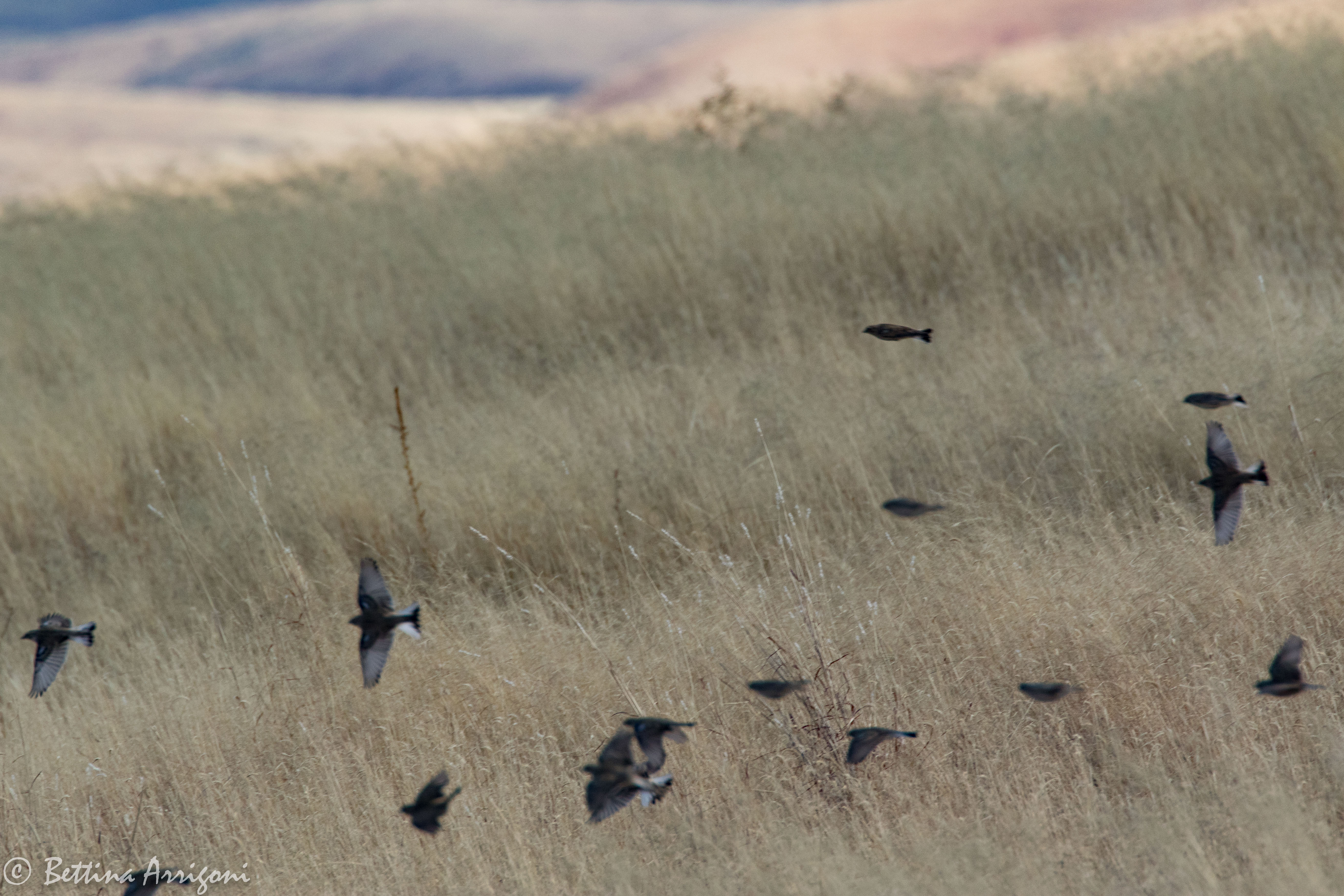
Vintertiden formar praktlappsparven större flockar, här fotograferade i Arizona.

### Häckning
Praktlappsparven häckar från början av maj till början av augusti. Boet placeras på marken. Däri lägger den två till tre kullar med tre till fem ägg. De ruvas i sju till 15 dagar och ungarna är flygga efter lika mycket tid till.

## Status och hot
Arten tros minska relativt kraftigt i antal. Internationella naturvårdsunionen IUCN anser den därför vara hotad och placerar den i hotkategorin sårbar. Sedan 1960-talet har arten minskat med över 80 %. Världspopulationen uppskattas till 3,1 miljoner individer.

## Namn
Praktlappsparvens vetenskapliga artnamn ornatus betyder "smyckad".